# BMW Sauber
BMW Sauber F1 Team — немецкая автогоночная команда, принимавшая участие в гонках Формулы-1 в 2006—2009 годах и представлявшая собой подразделение автомобильной компании BMW. База команды находилась в Хинвиле (Швейцария).

## История
В 2006 году на базе Sauber была образована новая команда BMW Sauber. В её составе выступали Ник Хайдфельд и Жак Вильнев Вскоре место канадца занял Роберт Кубица, который во второй гонке в карьере в Монце поднялся на подиум. Хайдфельд и Кубица продолжили совместные выступления и в 2007 году. В том чемпионате BMW стала третьей командой чемпионата, а после дисквалификации McLaren закончила сезон на втором месте — лучший результат за всю историю команды. Сезон 2008 года запомнился историческим событием для команды. На Гран-при Канады Роберт Кубица завоевал первую для команды победу. Однако сезон 2009 года был неудачным и 29 июля 2009 года на специальной пресс-конференции было заявлено, что команда покинет чемпионат Формулы-1 по окончании сезона 2009 года. В заявлении было сказано что решение о прекращении участия в чемпионате было принято по причине изменения стратегии развития компании BMW.

## Результаты выступлений
| Легенда к таблице |                                                                    |
| --- | ------------------------------------------------------------------ |
| В таблице перечислены результаты всех Гран-при Формулы-1, в которых принимала участие команда. Строками таблицы являются сезоны, столбцами — этапы чемпионата мира. В каждой клетке указаны сокращённое название этапа и результаты гонщиков команды, дополнительно обозначенные цветом. Расшифровка обозначений и цветов представлена в нижеследующей таблице. |                                                                    |
| \| Пример \| Описание \| \| ------------ \| ------------------------------------------------------------------ \| \| 1 \| Победитель \| \| 2 \| Второе место \| \| 3 \| Третье место \| \| 5 \| Финишировал, заработав очки \| \| Сход \| Не финишировал, но при этом заработал очки \| \| 12 \| Финишировал, не получив очков \| \| НКЛ \| Финишировал, но не попал в финальную классификацию \| \| 15 \| Участвовал вне зачёта, либо по отдельной классификации \| \| 18 \| Не финишировал, но попал в финальную классификацию \| \| Сход \| Не финишировал \| \| НКВ \| Не прошёл квалификацию \| \| НПКВ \| Не прошёл предквалификацию \| \| ДСК \| Дисквалифицирован \| \| ИСК \| Исключён из протокола соревнований \| \| ТТ \| Заявлен для участия только в тренировках \| \| НС \| Участвовал в квалификации, но не стартовал в гонке \| \| Т \| Травмирован или болен \| \| ОТК \| Отказ от участия \| \| НТР \| Прибыл на соревнования, но на трассу не выезжал \| \| НПР \| Был заявлен в числе участников, но не прибыл к началу соревнований \| \| О \| Соревнования отменены \| \| \| Не участвовал \| \| Поул-позиция \| \| \| Быстрый круг \| \| |                                                                    |
| Пример | Описание                                                           |
| 1 | Победитель                                                         |
| 2 | Второе место                                                       |
| 3 | Третье место                                                       |
| 5 | Финишировал, заработав очки                                        |
| Сход | Не финишировал, но при этом заработал очки                         |
| 12 | Финишировал, не получив очков                                      |
| НКЛ | Финишировал, но не попал в финальную классификацию                 |
| 15 | Участвовал вне зачёта, либо по отдельной классификации             |
| 18 | Не финишировал, но попал в финальную классификацию                 |
| Сход | Не финишировал                                                     |
| НКВ | Не прошёл квалификацию                                             |
| НПКВ | Не прошёл предквалификацию                                         |
| ДСК | Дисквалифицирован                                                  |
| ИСК | Исключён из протокола соревнований                                 |
| ТТ | Заявлен для участия только в тренировках                           |
| НС | Участвовал в квалификации, но не стартовал в гонке                 |
| Т | Травмирован или болен                                              |
| ОТК | Отказ от участия                                                   |
| НТР | Прибыл на соревнования, но на трассу не выезжал                    |
| НПР | Был заявлен в числе участников, но не прибыл к началу соревнований |
| О | Соревнования отменены                                              |
| | Не участвовал                                                      |
| Поул-позиция |                                                                    |
| Быстрый круг |                                                                    |

| Сезон | Шасси | Двигатель  | Ш | Гонщики           | 1    | 2    | 3    | 4    | 5    | 6    | 7    | 8    | 9    | 10   | 11   | 12   | 13   | 14   | 15  | 16   | 17  | 18   | Место | Очки |
| ----- | ----- | ---------- | - | ----------------- | ---- | ---- | ---- | ---- | ---- | ---- | ---- | ---- | ---- | ---- | ---- | ---- | ---- | ---- | --- | ---- | --- | ---- | ----- | ---- |
| 2006  | F1.06 | BMW 2,4 V8 | M |                   | БАХ  | МАЛ  | АВС  | САН  | ЕВР  | ИСП  | МОН  | ВЕЛ  | КАН  | США  | ФРА  | ГЕР  | ВЕН  | ТУР  | ИТА | КИТ  | ЯПО | БРА  | 5     | 36   |
| 2006  | F1.06 | BMW 2,4 V8 | M | Ник Хайдфельд     | 12   | Сход | 4    | 13   | 10   | 8    | 7    | 7    | 7    | Сход | 8    | Сход | 3    | 14   | 8   | 7    | 8   | Сход | 5     | 36   |
| 2006  | F1.06 | BMW 2,4 V8 | M | Жак Вильнёв       | Сход | 7    | 6    | 12   | 8    | 12   | 14   | 8    | Сход | Сход | 11   | Сход |      |      |     |      |     |      | 5     | 36   |
| 2006  | F1.06 | BMW 2,4 V8 | M | Роберт Кубица     | тест | тест | тест | тест | тест | тест | тест | тест | тест | тест | тест | тест | ДСК  | 12   | 3   | 13   | 9   | 9    | 5     | 36   |
| 2007  | F1.07 | BMW 2,4 V8 | B |                   | АВС  | МАЛ  | БАХ  | ИСП  | МОН  | КАН  | США  | ФРА  | ВЕЛ  | ЕВР  | ВЕН  | ТУР  | ИТА  | БЕЛ  | ЯПО | КИТ  | БРА |      | 2     | 101  |
| 2007  | F1.07 | BMW 2,4 V8 | B | Ник Хайдфельд     | 4    | 4    | 4    | Сход | 6    | 2    | Сход | 5    | 6    | 6    | 3    | 4    | 4    | 5    | 14  | 7    | 6   |      | 2     | 101  |
| 2007  | F1.07 | BMW 2,4 V8 | B | Роберт Кубица     | Сход | 18   | 6    | 4    | 5    | Сход |      | 4    | 4    | 7    | 5    | 8    | 5    | 9    | 7   | Сход | 5   |      | 2     | 101  |
| 2007  | F1.07 | BMW 2,4 V8 | B | Себастьян Феттель |      |      |      |      |      |      | 8    |      |      |      |      |      |      |      |     |      |     |      | 2     | 101  |
| 2008  | F1.08 | BMW 2,4 V8 | B |                   | АВС  | МАЛ  | БАХ  | ИСП  | ТУР  | МОН  | КАН  | ФРА  | ВЕЛ  | ГЕР  | ВЕН  | ЕВР  | БЕЛ  | ИТА  | СИН | ЯПО  | КИТ | БРА  | 3     | 135  |
| 2008  | F1.08 | BMW 2,4 V8 | B | Ник Хайдфельд     | 2    | 6    | 4    | 9    | 5    | 14   | 2    | 13   | 2    | 4    | 10   | 9    | 2    | 5    | 6   | 9    | 5   | 10   | 3     | 135  |
| 2008  | F1.08 | BMW 2,4 V8 | B | Роберт Кубица     | Сход | 2    | 3    | 4    | 4    | 2    | 1    | 5    | Сход | 7    | 8    | 3    | 6    | 3    | 11  | 2    | 6   | 11   | 3     | 135  |
| 2009  | F1.09 | BMW 2,4 V8 | B |                   | АВС  | МАЛ  | КИТ  | БАХ  | ИСП  | МОН  | ТУР  | ВЕЛ  | ГЕР  | ВЕН  | ЕВР  | БЕЛ  | ИТА  | СИН  | ЯПО | БРА  | АБУ |      | 6     | 36   |
| 2009  | F1.09 | BMW 2,4 V8 | B | Ник Хайдфельд     | 10   | 2    | 12   | 19   | 7    | 11   | 11   | 15   | 10   | 11   | 11   | 5    | 7    | Сход | 6   | Сход | 5   |      | 6     | 36   |
| 2009  | F1.09 | BMW 2,4 V8 | B | Роберт Кубица     | 14   | Сход | 13   | 18   | 11   | Сход | 7    | 13   | 14   | 13   | 8    | 4    | Сход | 8    | 9   | 2    | 10  |      | 6     | 36   |

## Основные спонсоры и партнёры команды в сезоне 2009 года
- Petronas, Intel, T-Systems, Dell, FxPro, Gauteng, Certina.